# Alien 8
Alien 8 é um jogo eletrônico de ação-aventura desenvolvido e publicado pela Ultimate Play the Game. Foi lançado em 1985 para ZX Spectrum, Amstrad CPC, BBC Micro e MSX. O jogo é um sucessor espiritual do bem sucedido Knight Lore, que foi elogiado pela crítica por seus gráficos isométricos. O jogador assume o controle de um robô, Alien 8, cuja função é garantir que todos os passageiros congelados criogênicamente a bordo de uma nave estelar permaneçam vivos durante a viagem.
O jogo foi escrito por Chris Stamper e os gráficos foram desenhados pelo irmão Tim Stamper. Alien 8 usa a mesma técnica de imagem de mascaramento de Knight Lore, que permite que os desenvolvedores criem estruturas compostas sem sobreposição visual. A técnica foi protegida por direitos autorais pela Ultimate usando o nome de Filmation. Assim como seu predecessor espiritual, o jogo utiliza projeção isométrica. Alien 8 foi aclamado pela crítica após seu lançamento. Críticos elogiaram principalmente os gráficos e a inovação, embora uma pequena porcentagem da crítica foi dirigida pela similaridade com Knight Lore.

## Sinopse
As últimas criaturas de um planeta moribundo em uma galáxia distante, conhecidas como os "Guardiões", armazenaram suas bibliotecas, seus registros e conhecimento em uma única nave junto com alguns membros de sua raça, que foram congelados e conservados. Um único robô, Alien 8, é encarregado de manter os ocupantes da nave vivos durante a viagem.
A nave é lançada em direção a um novo sistema solar. Durante milhares de anos, Alien 8 realiza suas tarefas. No entanto, com a proximidade da nave ao seu destino, ela é atacada e abordada por alienígenas hostis. Os sistemas de suporte de vida criogênica são danificados durante o ataque e Alien 8 deve restaurá-los para o uso operacional antes que os sistemas da nave automaticamente executem a manobra em órbita planetária.

## Jogabilidade

A interface exibe quantos anos-luz a nave está do seu destino

O jogo se passa em uma nave estelar em formato isométrico. O jogador assume o papel do robô Alien 8, que deve explorar a grande nave para garantir que o sistema de suporte criogênico seja preservado e assim a tripulação biológica possa ser re-ativada. O núcleo deste sistema é uma série de circuitos em formas geométricas. No entanto, os circuitos foram removidos por invasores alienígenas e distribuídos ao redor da nave. O principal objetivo do jogo é coletar os circuitos corretos e devolvê-los para seus respectivos locais, antes que a nave chegue ao seu destino. Os circuitos são moldados em diversas formas, tais como cubos, pirâmides, cúpulas ou cilindros.
Assim como o seu predecessor espiritual, o ambiente do jogo toma a forma de uma série de salas isométricas conectadas, que traçam os contornos de uma grande nave. Há um total de 129 salas, sendo que a maioria é preenchida com diversos objetos, como plataformas móveis, perigos estáticos, como picos, e alienígenas hostis. Além de poder executar saltos e manobras bem cronometradas, o jogador pode utilizar adereços da nave para bloquear ou defender-se. Outra característica é o uso de drones por controle remoto, que podem ser dirigidos pelo Alien 8 em áreas inacessíveis ou perigosas.

## Desenvolvimento e lançamento
A Ashby Computers and Graphics foi fundada pelos irmãos Tim e Chris Stamper, junto com a esposa de Tim, Carol, em Ashby-de-la-Zouch, em 1982. Sob o nome comercial de Ultimate Play The Game, eles começaram a produzir vários jogos eletrônicos, principalmente para o ZX Spectrum, durante toda a década de 1980. A empresa era conhecida por sua relutância em revelar detalhes sobre suas operações e projetos futuros. Pouco se sabia sobre seu processo de desenvolvimento, exceto que eles costumavam trabalhar em "equipes separadas": uma equipe trabalharia nos gráficos, enquanto a outra se concentrava em outros aspectos, tais como o som ou programação.
O desenvolvimento de Alien 8 começou imediatamente após o lançamento de Knight Lore, pois os irmãos Stamper previram que publicadoras tentariam copiar as tecnologias do Filmation utilizadas em Knight Lore em outros jogos. Assim como o seu predecessor, os irmãos Stamper desenvolveram o jogo em preto e branco para evitar a sobreposição visual e o conflito de atributos, o que era comum pelas limitações de processamento dos consoles de 8 bits. No entanto, o lançamento para Amstrad apresenta cores duplas.

## Recepção
O jogo foi aclamado pela crítica após o lançamento. Um revisor da revista Crash elogiou seus gráficos e a apresentou Alien 8 aos leitores como "excelente" e mais "imaginativo e agradável" em comparação ao seu antecessor, apesar de notar as poucas diferenças entre ambos. Similarmente, a Amstrad Action elogiou os gráficos, citando-os como "incríveis", "brilhantes" e elogiando a combinação de cores. Um revisor da Amtix! destacou uma melhora em relação ao seu antecessor e comentou que os gráficos são "incrivelmente deslumbrantes". David Kelly da Popular Computing Weekly declarou que o jogo foi uma decepção pela similaridade com Knight Lore, mas elogiou os gráficos como de qualidade superior ao seu antecessor. Chris Bourne da Sinclair User afirmou que a qualidade geral dos gráficos foram melhorados em relação a seu antecessor, apesar do uso de um sistema idêntico.
A Crash elogiou as novas adições ao jogo, em particular o limite de tempo e os vários itens colecionáveis. O revisor afirmou que os novos recursos foram "convincentes e emocionantes" por se diferenciar de Knight Lore. De maneira similar, um revisor da Amstrad Action elogiou a inovação, afirmando que tem ideias "maravilhosamente" originais, mas criticou o jogo negativamente pelas semelhanças com seu antecessor. Kelly elogiou os enigmas extras presentes no jogo e a animação dos inimigos, anunciando-lhes como "brilhantes". Bourne similarmente elogiou a animação em 3D, afirmando que todas as extensões do jogo melhoraram em relação a Knight Lore.